# 横浜市立仲尾台中学校
横浜市立仲尾台中学校（よこはましりつ なかおだいちゅうがっこう）は神奈川県横浜市中区仲尾台に所在する公立中学校。

## 概要
- 主に仲中（なかちゅう）、仲尾台（なかおだい）と呼ばれている。
- 2005年度（平成17年度）より横浜市からパイオニアスクールよこはまに指定され、横浜市立立野小学校との「小中一貫5年間カリキュラム編成」の合同プロジェクトに取り組んでいる。

## 沿革
出典
- 1957年（昭和32年）9月1日 - 横浜市立港中学校の生徒増に伴い、分校設置の必要が生じ、横浜市中区仲尾台23番地の現在地に横浜市立港中学校仲尾台分校として設置。
- 1963年（昭和38年）
  - 9月1日 - 横浜市立仲尾台中学校として独立開校。同時にPTA設立。
  - 10月5日 - 独立開校式典挙行。1972年より『開校を祝う日』とする。
  - 11月15日 - 校章を制定。
- 1964年（昭和39年）
  - 3月1日 - 校旗を制定。
  - 3月10日 - 第1回卒業証書授与式挙行。卒業生は329名。
- 1965年（昭和40年）3月1日 - 校歌を制定。
- 1966年（昭和41年）3月4日 - 校歌碑完成。金子保雄校長寄贈。
- 1972年（昭和47年）7月20日 - プール完成。
- 1973年（昭和48年）10月4日 - 創立10周年記念式典挙行。
- 1976年（昭和51年）9月25日 - 横浜市立仲尾台中学校後援会を設立。
- 1979年10月31日 - 国際児童年記念植樹。
- 1983年（昭和58年）
  - 9月29日 - 記念像の「21世紀をになう子どもたち」を設置。
  - 9月29日 - やすらぎの丘整備。
  - 10月5日 - 創立20周年記念式典挙行。
- 1986年（昭和61年）5月26日 - 校庭拡張整備記念式典。
- 1988年10月20日 - 創立25周年記念式典挙行。
- 1991年（平成3年）
  - 11月3日 - 校舎改築のため、小港町の仮校舎に移転。
  - 12月21日 - 旧校舎の解体が完了。ただし、格技場、プールは残る。
- 1993年（平成5年）
  - 3月24日 - 新校舎・竣工。
  - 4月17日 - 新校舎落成記念式典挙行。
  - 10月3日 - 創立30周年記念式典挙行。
- 1994年（平成6年）6月18日 - 校庭整備工事竣工記念式典。
- 1995年（平成7年）5月27日 - 横浜市立仲尾台中学校同窓会設立（総会）。
- 2003年（平成15年）10月27日 - 創立40周年記念行事開催。

## 部活動
出典
運動部
- バスケットボール
- 野球
- サッカー
- 陸上競技
- ソフトテニス

文化部
- 吹奏楽
- 美術

## 夜間学級
2001年（平成13年）4月1日から2014年（平成26年）3月31日まで夜間学級を設置していた。主に中学校の課程を修了しなかった学齢超過者等に対し、夜間に中学校教育を行い、中学校卒業の資格を与えることを目的としていた。

## 通学区域と進学前小学校
出典
- 北方小学校区
  - 横浜市中区千代崎町。北方町。西之谷町。上野町1丁目 - 2丁目。山手町の一部
- 立野小学校区
  - 横浜市中区麦田町2丁目 - 4丁目。鷺山。竹之丸。大和町。立野。豆口台。仲尾台。矢口台。滝之上。根岸加曽台（ただし1番地 - 9番地までを除く）。
- 山元小学校区
  - 横浜市中区山元町3丁目の一部。山元町4丁目の一部。山元町5丁目の一部。西竹之丸。

## 特記事項
- 2008年（平成20年）に格技場の階段の屋根の部分が老化により崩壊したが、その後修復した。
- 毎年11月に、根岸森林公園にてマラソン大会を開催していたが、2010年度以降は中止された。
- 公立中学校にもかかわらず、弁当が販売されていたが、廃止された。

## 著名な出身者
- 吉村実(実業家、家系ラーメン創始者)[4] 第1期卒業生。
- マギー (モデル)
- 喜田拓也（サッカー選手・横浜F・マリノス)

## 交通アクセス
- JR東日本根岸線山手駅より徒歩5分。